# Drassodes fedtschenkoi
Drassodes fedtschenkoi är en spindelart som först beskrevs av Kroneberg 1875.  Drassodes fedtschenkoi ingår i släktet Drassodes och familjen plattbuksspindlar.
Artens utbredningsområde är Uzbekistan. Inga underarter finns listade i Catalogue of Life.